# ХК Линћепинг
ХК Линћепинг (швед. Linköpings HC) професионални је шведски клуб хокеја на леду из града Линћепинга. Тренутно се такмичи у елитној хокејашкој СХЛ лиги Шведске (од сезоне 2000/01). Клуб је основан 1976. године, а током историје у 2 наврата су играли у финалу националног плеј офа.
Домаће утакмице игра у Арени СААБ капацитета 8.500 седећих места за хокејашке утакмице.
Клуб је део спортског друштва у оквиру којег постоје још и женски фудбалски и женски одбојкашки клуб, те мушки одбојкашки клуб. 

## Историјат
Хокејашки клуб Линћепинг је основан 1976, а у елитној лиги шведског хокеја по први пут је заиграо у сезони 1999/00. Након освајања последњег места у дебитантској сезони Елитесерије и испадања у нижи ранг, клуб се експресно вратио у елиту и од сезоне 2001/02. редован је учесник елитне лиге Шведске. 
Највећи клупски успеси остварени су у сезонама 2006/07. и 2007/08. када су хокејашки Линћепинга играли у финалу националног плеј-офа. Први пут су у финалној серији изгубили од екипе Модо хокеја са 2:4 у победа, док је други пут успешнија била екипа ХВ71 која је славила идентичним резултатом. 
У још 4 наврата стизали су до полуфинала плејофа, а последњи пут у сезонама 2012/13. (пораз од Шелефтеа 1:4) и 2013/14. (када су поново изгубили од истог ривала са 1:4). У оба наврата Шелефтео је касније освојио титуле првака. 

## Клупски успеси
- Финалиста плеј-офа: 2 пута (2006/07, 2007/08)

## Повучени бројеви
- 10 Натс Андерсон
- 15 Стефан Јакобсон
- 16 Мајк Хелбер